# انتقام (فیلم اکشن ۲۰۲۲)
انتقام (به انگلیسی: Vendetta) یک فیلم اکشن و دلهره‌آور آمریکایی محصول سال ۲۰۲۲ به نویسندگی و کارگردانی جرد کوهن با بازی کلایو استندن، تئو روسی، مایک تایسون، توماس جین و بروس ویلیس است.

## داستان
وقتی دختر ویلیام دانکن (با بازی استندن) به طرز فجیعی به قتل می‌رسد و قانون توان برقراری عدالت را ندارد، ویلیام خودش دست به کار می‌شود تا عدالت را اجرا کند و به دنبال انتقام می‌رود. او پس از کشتن آدمکشی که مقصر اصلی مرگ دخترش بوده‌است، باید با برادر آن آدمکش و گروه تبهکاری اش مبارزه کند.

## تولید
فیلمبرداری در سپتامبر ۲۰۲۱ به پایان رسید.
این فیلم یکی از آخرین فیلم‌هایی است که بروس ویلیس در آن نقش آفرینی کرد که به دلیل تشخیص بیماری زبان‌پریشی از بازیگری کناره‌گیری کرد.